# Lepidotrigona terminata
Lepidotrigona terminata là một loài Hymenoptera trong họ Apidae. Loài này được Smith mô tả khoa học năm 1878.